# 레지덴츠슈트라세역
레지덴츠슈트라세역(U-Bahnhof Residenzstraße)은 베를린 라이니켄도르프구 라이니켄도르프에 있는 U8의 역이다. 1987년 4월 27일 프란츠노이만플라츠-파라첼수스바트 구간 개통 당시에 개업했다. 근처에 있는 시립 수영장인 파라첼수스 수영장(Paracelsus-Bad)에서 이름을 따 왔다.
역사는 라이너 륌러가 설계했다. 역사 벽면은 노래진 종이를 연상하는 노란색으로 장식되었고, 베를린에 건축된 요새를 연상시키는 기둥 디자인을 사용했다. 천장은 거대한 사각형 구역으로 나뉘어 있고 구역 가운데에 반구형 조명이 설치되어 있다. 섬식 승강장의 양쪽 끝으로 대합실과 연결된 출구가 있다.
베를린 버스 122, 125, 327번과 환승할 수 있다.

## 인접 철도역
| 베를린 지하철 8호선                    | 베를린 지하철 8호선 | 베를린 지하철 8호선          |
| -------------------------------------- | ------------------- | ---------------------------- |
| 프란츠노이만플라츠 헤르만슈트라세 방면 | U8                  | 파라첼수스바트 비테나우 방면 |